# Nycteola saldonana
Nycteola saldonana är en fjärilsart som beskrevs av Fabricius 1794. Nycteola saldonana ingår i släktet Nycteola och familjen trågspinnare. Inga underarter finns listade i Catalogue of Life.